# こんばんはにっぽん
『こんばんはにっぽん』は、1984年5月12日から1987年7月3日まで、当時のNHK衛星第1テレビジョンで生放送された情報番組である。

## 概要
1984年、日本で初めての人工衛星を使っての直接受信を目的としたテレビ放送として、ゆり2号a（BS-2a）を使い、衛星第1テレビジョンの放送が開始された。当時は地上波の視聴困難地域である離島や山間部などでの受信対策を目的とした試験放送としての開始だったが、ローカル枠（首都圏のニュースセンター630など）の差し替えとして、同番組は数少ない当時の衛星第1テレビジョンオリジナルコンテンツとして放送されたものである。開局した1984年5月12日は特別に地上波のNHK総合テレビジョンと同時放送で先行放送（この日は22:15からの放送）が放映された。
同番組は、全国54のNHK放送局が制作したローカルニュースを再構成し、30分にまとめて日本列島の今をリレー形式で映し出すという体裁を取った。

## キャスター
- 木村知義
- 村沢由美
- 関根弘子
- 立子山博恒
- 浅間菜生子

村沢と関根は基本的にローテーションで担当した。第1回で、関根弘子は、日本の最北端・稚内市と、最南端・宮古島を当日日帰りで取材して列島縦断をするという試みを行った。当時、地上波では離島・山間部を中心に中継局回線が整備されていない地域もあり、NHKの衛星放送開始によって、直接受信が不可能な地域・世帯ではBSを受信することができることをアピールする目的もあった。